# Matteo Arnaldi
Matteo Arnaldi, né le 22 février 2001 à Sanremo, est un joueur de tennis italien, professionnel depuis 2019.

## Carrière

### 2022: Début sur le circuit ATP et1ertitre en Challenger
Matteo Arnaldi fait ses débuts sur le circuit principal de l'ATP au Masters de Rome 2022 après avoir reçu une invitation dans les tableaux principaux du simple et du double. Il reçoit ces invitations en remportant les tournois de pré-qualification en simple et en double. Il remporte son premier titre en Challenger au tournoi de Francavilla al Mare en tant qu'invité en battant Francesco Maestrelli en finale.
En novembre, à la suite du désistement de Holger Rune afin d'être premier remplaçant aux Masters 2022, Arnaldi participe aux Next Generation ATP Finals 2022. Il y perd ses trois matchs de groupe face à Brandon Nakashima, Francesco Passaro et Jiří Lehečka.

### 2023: Débuts en Grand Chelem, entrée dans le top 100 et Coupe Davis
Après sa troisième victoire en Challenger à l'Open de Murcie 2023, il atteint le 10 avril 2023 le meilleur classement de sa carrière, à savoir la 102e place.
Classé no 105, il se qualifie pour le tournoi de Barcelone et remporte son premier tour contre Jaume Munar.
Il se qualifie ensuite pour le tournoi de Madrid 2023, son premier Masters 1000 de la saison et son deuxième après celui de Rome l'année précédente. Il remporte son premier match en Masters 1000 face à un autre qualifié, Benoît Paire. Il bat ensuite Casper Ruud, quatrième mondial et troisième tête de série, en deux sets pour sa première victoire en carrière contre un membre du top 10 et atteint pour la première fois le troisième tour d'un Masters 1000 ce qui lui permet de faire son entrée dans le top 100 à la 99e place du classement le 8 mai 2023.
Il reçoit comme en 2022 une invitation pour le tableau principal du tournoi de Rome où il bat Diego Schwartzman au premier tour.
Pour ses débuts en Grand Chelem, il se qualifie pour le tournoi de Roland-Garros et enregistre sa première victoire contre Daniel Elahi Galán. En conséquence, il atteint le 12 juin 2023 le meilleur classement de sa carrière, à savoir la 72e place. Il fait également ses débuts à Wimbledon où il s'incline d'entrée contre Roberto Carballés Baena.
Au tournoi d'Umag, il bat Jesper de Jong, son compatriote Flavio Cobolli et la tête de série numéro un Jiří Lehečka pour atteindre sa première demi-finale dans un tournoi ATP. Il s'y incline contre Alexei Popyrin.
À l'US Open, il bat Jason Kubler sur abandon (6-3, 1-0 ab.), le jeune Français Arthur Fils au terme d'un match en cinq sets (3-6, 7-5, 7-6, 5-7, 6-4) ainsi que la tête de série numéro seize Cameron Norrie (6-3, 6-4, 6-3) pour atteindre son premier huitième de finale en tournoi du Grand Chelem pour sa première participation au tournoi américain. Il s'y incline contre le numéro 1 mondial et tenant du titre Carlos Alcaraz (3-6, 3-6, 4-6). Son beau parcours lui permet d'obtenir son meilleur classement en carrière à l'issue du tournoi, à savoir la 48e place.
En novembre, il dispute la phase finale de la Coupe Davis avec l'Italie. En quarts de finale il perd son duel face à Botic van de Zandschulp au tie-break du troisième set. Son équipe se qualifie pour la finale contre l'Australie. Il y joue le premier match contre Alexei Popyrin et l'emporte pour permettre à son équipe de remporter la compétition pour la première fois depuis 1976.

### 2024: Demi-finale à l'Open du Canada et 1/8eà Roland Garros
Début juin, il parvient jusqu'en huitièmes de finale à Roland Garros pour la première fois de sa carrière. Il se débarrasse des locaux Arthur Fils (6-3, 4-6, 6-4, 6-2) et Alexandre Müller (6-4, 6-1, 6-3) et du numéro six mondial Andrey Rublev en trois manches (7-66, 6-2, 6-4) alors que ce dernier a gagné le tournoi de Madrid quelques semaines auparavant. Il obtient en début de deuxième semaine trois balles de deux sets à zéro contre le Grec Stéfanos Tsitsipás, vainqueur de Monte-Carlo et ancien finaliste mais ne parvient pas à les convertir et se fait renverser (6-3, 64-7, 2-6, 2-6).
Il sort en août à l'Open du Canada le qualifié Mackenzie McDonald (4-6, 6-4, 6-4) et le Russe Karen Khachanov (7-5, 7-5). Profitant d'un abandon de son adversaire Alejandro Davidovich Fokina (4-6, 7-65, 3-0 ab.), il parvient pour la première fois de sa carrière en quarts de finale d'un Masters 1000 et continue son chemin à la faveur d'un tableau ouvert, sortant l'ancien numéro quatre Kei Nishikori, classé hors du Top 500 (6-4, 7-5). Il est stoppé en demi-finale par le Russe Andrey Rublev, tombeur du tenant du titre et numéro un mondial Jannik Sinner au tour précédent (4-6, 2-6).

### 2025. Quart de finale à Madrid
Il joue en tant que non tête de série à Madrid en avril et bat difficilement le qualifié Borna Ćorić, ancien demi-finaliste du tournoi (4-6, 6-4, 7-5) avant de vaincre son deuxième Top 5 en carrière, la légende Novak Djokovic (6-3, 6-4), finaliste récent à Miami. L'Italien confirme cette victoire en continuant son beau parcours, écartant le Bosniaque Damir Džumhur (6-3, 6-4) et l'Américain Frances Tiafoe, finaliste à Houston sur terre battue américaine (6-3, 7-5). Il joue son deuxième quart de finale en Masters 1000 contre le Britannique Jack Draper, vainqueur d'Indian Wells, et qui en l'éliminant (0-6, 4-6)  fait son entrée dans le Top 5 pour la première fois.

## Parcours dans les tournois duGrand Chelem

### En simple
| Année | Open d'Australie | Open d'Australie | Internationaux de France | Internationaux de France | Wimbledon       | Wimbledon            | US Open        | US Open         |
| ----- | ---------------- | ---------------- | ------------------------ | ------------------------ | --------------- | -------------------- | -------------- | --------------- |
| 2023  | —                | —                | 2e tour (1/32)           | Denis Shapovalov         | 1er tour (1/64) | R. Carballés Baena   | 1/8 de finale  | Carlos Alcaraz  |
| 2024  | 2e tour (1/32)   | Alex de Minaur   | 1/8 de finale            | Stéfanos Tsitsipás       | 1er tour (1/64) | Frances Tiafoe       | 3e tour (1/16) | Jordan Thompson |
| 2025  | 1er tour (1/64)  | Lorenzo Musetti  | 2e tour (1/32)           | Flavio Cobolli           | 1er tour (1/64) | B. van de Zandschulp |                |                 |

N.B. : à droite du résultat se trouve le nom de l'ultime adversaire.

### En double messieurs
| Année | Open d'Australie                                                                      | Open d'Australie | Internationaux de France | Internationaux de France | Wimbledon | Wimbledon | US Open                                                                             | US Open |
| ----- | ------------------------------------------------------------------------------------- | ---------------- | ------------------------ | ------------------------ | --------- | --------- | ----------------------------------------------------------------------------------- | ------- |
| 2023  | —                                                                                     | —                | —                        | —                        | —         | —         | 2e tour (1/16) Bart Stevens \|\| style="text-align:left;" \| M. Arévalo J.-J. Rojer |         |
| 2024  | 1er tour (1/32) A. Pellegrino \|\| style="text-align:left;" \| S. Balaji V. V. Cornea | —                | —                        | —                        | —         | —         | —                                                                                   |         |

N.B. : le nom du partenaire se trouve sous le résultat ; les noms des ultimes adversaires se trouvent à droite.

## Parcours dans lesMasters 1000
| Année | Indian Wells         | Miami                   | Monte-Carlo         | Madrid                  | Rome                 | Canada               | Cincinnati                | Shanghai            | Paris            |
| ----- | -------------------- | ----------------------- | ------------------- | ----------------------- | -------------------- | -------------------- | ------------------------- | ------------------- | ---------------- |
| 2022  | —                    | —                       | —                   | —                       | 1er tour M. Čilić    | —                    | —                         | n.o.                | —                |
| 2023  | —                    | —                       | —                   | 3e tour J. Munar        | 2e tour L. Musetti   | 2e tour D. Medvedev  | —                         | 3e tour J. J. Wolf  | —                |
| 2024  | 2e tour C. Alcaraz   | 1/8 de finale T. Macháč | 1er tour S. Nagal   | 2e tour D. Medvedev     | 2e tour N. Jarry     | 1/2 finale A. Rublev | 1er tour T. M. Etcheverry | 3e tour D. Medvedev | 1er tour H. Rune |
| 2025  | 3e tour B. Nakashima | 2e tour T. Macháč       | 1er tour R. Gasquet | 1/4 de finale J. Draper | 1er tour R. Bautista | 3e tour A. Zverev    | 1er tour B. Bonzi         |                     |                  |

N.B. : sous le résultat se trouve le nom de l’ultime adversaire.

## Victoires sur le top 10
Toutes ses victoires sur des joueurs classés dans le top 10 de l'ATP lors de la rencontre.
| Légende      |
| ------------ |
| Grand Chelem |
| Masters 1000 |
| ATP 500      |
| ATP 250      |
| Coupe Davis  |

| # | M.A.   | Tournoi       | Année | Surface      | Adversaire     | Rang  | Tour | Score          |
| - | ------ | ------------- | ----- | ------------ | -------------- | ----- | ---- | -------------- |
| 1 | no 105 | Madrid        | 2023  | Terre battue | Casper Ruud    | no 4  | 1/32 | 6-3, 6-4       |
| 2 | no 42  | Acapulco      | 2024  | Dur          | Taylor Fritz   | no 10 | 1/16 | 6-4, 4-6, 6-3  |
| 3 | no 35  | Roland-Garros | 2024  | Terre battue | Andrey Rublev  | no 6  | 1/16 | 7-66, 6-2, 6-4 |
| 4 | no 35  | Indian Wells  | 2025  | Dur          | Andrey Rublev  | no 8  | 1/32 | 6-4, 7-5       |
| 5 | no 44  | Madrid        | 2025  | Terre battue | Novak Djokovic | no 5  | 1/32 | 6-3, 6-4       |

## Classements ATP en fin de saison
| Année          | 2018 | 2019 | 2020 | 2021 | 2022 | 2023 | 2024 |
| Rang en simple | 1745 | 1291 | 989  | 357  | 135  | 44   | 37   |
| Rang en double | –    | 719  | 759  | 956  | 321  | 576  | –    |

Source : (en) Classements de Matteo Arnaldi sur le site officiel de la Fédération internationale de tennis